# Helen Fielding

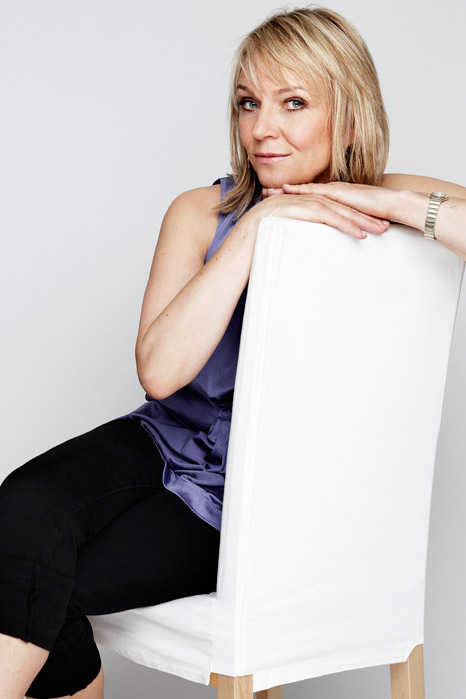
Helen Fielding (2009)

Helen Fielding (* 19. Februar 1958 in Morley, West Yorkshire) ist eine britische Autorin und Journalistin.

## Leben und Karriere
Fielding studierte Englisch auf dem St Anne’s College in Oxford und begann 1979, für die BBC als Reporterin zu arbeiten. Seit 1985 engagiert sie sich für Comic Relief und schrieb und produzierte unter anderem Dokumentationen über Afrika. Im Jahr 1989 recherchierte sie für die Dokumentation Where Hunger is a Weapon des Senders Thames TV über den Rebellenkrieg im Südsudan. Ihre Erfahrungen wurden die Grundlage für ihren 1994 erschienenen ersten Roman Cause Celeb, der in Deutschland im Jahr 2000 unter dem Titel Hummer zum Dinner erschien.
Von 1990 bis 1999 arbeitete Fielding als Journalistin und Kolumnistin für verschiedene Londoner Zeitungen, darunter die Sunday Times, The Independent und The Daily Telegraph. Ab 1995 erschienen im Independent ihre Kolumnen über Bridget Jones, die 1996 und 1999 als Romane ein internationaler Erfolg wurden. Bridget Jones – Schokolade zum Frühstück und Bridget Jones – Am Rande des Wahnsinns wurden zudem 2001 und 2004 verfilmt. Im Jahr 2001 erschien zu Gunsten von Comic Relief der humoristische „Lebensratgeber“ Bridget Jones’s Guide to Life, den Helen Fielding aus der Sicht von Bridget Jones verfasste. Des Weiteren hat sie eine Kurzgeschichte in Nick Hornbys Kurzgeschichtenband Speaking with the Angel sowie eine weitere in der Kurzgeschichtensammlung Ox-tales zugunsten von Oxfam veröffentlicht.
Fielding war von 1999 bis 2009 mit dem Simpsons-Autor Kevin Curran liiert und bekam im Februar 2004 ihren ersten Sohn, gefolgt von einer Tochter im Jahr 2006. 2003 lieh sie ihrem gezeichneten Alter Ego in der 13. Episode (A Star is Born-Again) der 14. Simpsons-Staffel ihre Stimme. Fielding lebt in London und Los Angeles.

## Auszeichnungen (Auswahl)
- 2017: Bollinger Everyman Wodehouse Prize für Bridget Jones’s Baby: The Diaries

## Werke
Romane
- Hummer zum Dinner. Goldmann 2000. Aus dem Englischen von Anne Pollmann. ISBN 3-442-54508-0 (Original: Cause Celeb, 1994)
- Die Geheimnisse der Olivia Joules. Goldmann 2004. Aus dem Englischen von Marcus Ingendaay. ISBN 3-442-31080-6 (Original: Olivia Joules and the overactive imagination, 2004)

Bände um Bridget Jones
- Bridget Jones – Schokolade zum Frühstück. Goldmann 1999 (Original: Bridget Jones's Diary, 1996)
- Bridget Jones's Guide to Life. Macmillan 2001
- Bridget Jones – Am Rande des Wahnsinns. Goldmann 2002 (Original: Bridget Jones: The Edge of Reason, 1999)
- Bridget Jones – Verrückt nach ihm. Goldmann 2014 (Original: Bridget Jones: Mad About the Boy. London 2013)[3]
- Bridget Jones’s Baby. Goldmann 2016 (Original: Bridget Jones’s Baby: The Diaries (Bridget Jones's Diary), 2016)

Anthologien
- Nick Hornby (Hrsg.): Speaking with the Angel. Droemer Knaur 2002
- Oxfam (Hrsg.): Ox-tales. Oxfam 2009

## Verfilmungen
- 2001: Bridget Jones – Schokolade zum Frühstück (Bridget Jones’s Diary)
- 2004: Bridget Jones – Am Rande des Wahnsinns (Bridget Jones: The Edge of Reason)
- 2016: Bridget Jones’ Baby (Bridget Jones’s Baby)
- 2025: Bridget Jones – Verrückt nach ihm (Bridget Jones: Mad About the Boy)